# Pandémie de Covid-19 aux Bahamas
La pandémie de Covid-19 aux Bahamas démarre officiellement le 15 mars 2020. À la date du 24 octobre 2022, le bilan est de 833 morts.

## Chronologie

### 2020
Le 15 mars 2020, le ministre de la Santé par intérim, Jeffrey Lloyd, a annoncé le premier cas confirmé, une femme de 61 ans.
Le 20 mars, le Premier ministre Hubert Minnis a annoncé un couvre-feu de 21 h à 5 h, des restrictions sur les rassemblements privés et la fermeture de la plupart des entreprises, avec des horaires limités pour les magasins d'alimentation et les marchés de producteurs, les pharmacies, les stations-service, les laveries automatiques, les banques, la construction et restaurants (limité aux plats à emporter uniquement). Les fonctionnaires essentiels pour le gouvernement, les professionnels des services publics et des médias ont été exemptés, tout comme les fournisseurs de soins de santé. L'aéroport est resté ouvert, mais seuls les déplacements essentiels ont été autorisés dans les bus publics (en).
Le 19 avril, le Premier ministre a annoncé que le port d'un masque ou le fait de se couvrir le visage avec des vêtements est obligatoire dans l'espace public. Les employeurs doivent fournir des masques à leurs employés qui servent le public.

## Statistiques

Nombre de cas aux Bahamas depuis le début de l'épidémie.

Nombre de morts aux Bahamas depuis le début de l'épidémie.